# Institución Cultural, Social y Deportiva Ateneo
La Institución Cultural, Social y Deportiva Ateneo (I. C. S. D. y A.) más conocido como Ateneo de Piriápolis es una institución deportiva y social de la ciudad balnearia de Piriápolis, Uruguay. Tiene su sede en la calle Héctor Barrios casi Simón del Pino, donde se erige el gimnasio Alfredo L. Núñez en honor a uno de sus fundadores. 
Fue fundado el 5 de mayo de 1953 en una reunión de amigos deportistas que se congregaron en la casa de la Rambla de los Argentinos N° 1082, con el nombre de Institución Social, Cultural y Deportiva Ateneo.

## Historia
A lo largo de una fecunda vida de más de 60 años, "el Ateneo" o "la Roja del balneario" como se le conoce en el ambiente, ha albergado las más diversas actividades deportivas y sociales: atletismo, fútbol de salón, voleibol, handbal, basquetbol entre otras, con deportistas que formados en la institución o que adhirieron a ella en distintos periodos, han brillado con sus colores. Entre otros, se destacan Noel Revello, Walter Marrero, Juan Silveira, Carlos De León, Paolo La Penna, Julio Garrido, Gonzalo García, Mario Massolo, Andrés La Paz, Roberto Machado, los hermanos Roberto y Luis Telechea, los "mellizos" Claudio y Julian Pau, Gabriel Granja, Néstor Ricco, Alberto Cabrera, Gonzalo Llorente, Sebastián Serron, Gabriel Nuñez y tantos más.